# 2010 GW147
2010 GW147, também escrito como 2010 GW147, é um corpo celeste que é classificado como um centauro, numa classificação estendida de centauros. Ele possui uma magnitude absoluta de 13,2 e tem um diâmetro estimado de cerca de 16 km.

## Descoberta
2010 GW147 foi descoberto no dia 14 de abril de 2010, pelo telescópio espacial da NASA Wide-field Infrared Survey Explorer (WISE).

## Órbita
A órbita de 2010 GW147 tem uma excentricidade de 0,969 e possui um semieixo maior de 172 UA. O seu periélio leva o mesmo a uma distância de 5,381 UA em relação ao Sol e seu afélio a 339 UA.